# João Pedro Louro
João Pedro Vila Viçosa Louro (Setúbal, 11 de outubro de 1994), é um político e gestor português. Atualmente, desempenha o cargo de presidente da Comissão Política Nacional da Juventude Social Democrata, tendo sido eleito no 28.º Congresso Nacional da JSD, em junho de 2024. Durante o seu percurso académico foi presidente da Associação de Estudantes do Instituto Superior de Ciências Sociais e Políticas da Universidade de Lisboa e, mais tarde líder da Associação Académica de Lisboa. Posteriormente, foi presidente da JSD Distrital de Setúbal, onde se ascendeu politicamente.

## Biografia
João Pedro Vila Viçosa Louro, apenas conhecido como João Pedro Louro, nasceu em Setúbal, no dia 11 de outubro de 1994.
Licenciou-se em Ciências Políticas pelo Instituto Superior de Ciências Sociais e Políticas da Universidade de Lisboa, onde também iniciou o seu percurso no associativismo estudantil, como presidente da Associação de Estudantes. Nessa altura também liderou a Associação Académica de Lisboa e, posteriormente, representou os estudantes no Conselho Nacional de Educação.
É militante da Juventude Social Democrata desde 2011, na estrutura juvenil foi presidente da JSD Distrital de Setúbal e, mais tarde, Secretário-Geral da Comissão Política Nacional, por dois mandatos. Em junho de 2024, foi eleito presidente da Comissão Política Nacional da JSD, durante o 28.º Congresso Nacional, para o biénio 2025-2027, com 81% dos votos.
Profissionalmente, exerceu funções nas áreas da tecnologia e gestão. Inicialmente, ingressou numa empresa de soluções tecnológicas e, posteriormente na CTT Correios de Portugal, como gestor de produtos.
Em maio de 2025, foi eleito Deputado à Assembleia da República, para a XVII Legislatura da Terceira República Portuguesa, pelo Partido Social Democrata. João Pedro Louro, foi indicado pelo Círculo eleitoral de Lisboa, em 11.° lugar.